# Chlorameisensäuremethylester
Chlorameisensäuremethylester ist eine organisch-chemische Verbindung aus der Stoffgruppe der Chlorameisensäureester (eigentlich korrekterweise Chlorkohlensäureester), die als Zwischenprodukt zur Herstellung verschiedener Kohlensäure-Derivate dient.

## Nomenklatur
Der gebräuchliche Name „Chlorameisensäuremethylester“ ist nicht korrekt, da die Verbindung kein Derivat der Ameisensäure, sondern der Kohlensäure (Kohlensäuremonochlorid und Kohlensäuremonoester) ist.

## Gewinnung und Darstellung
Chlorameisensäuremethylester wird technisch in einem kontinuierlichen Prozess aus Phosgen und wasserfreiem Methanol bei Temperaturen bis 10 °C hergestellt.
Die Umsetzung kann im Gleich- oder Gegenstrom erfolgen. Beim Gleichstromverfahren wird in Rührkesselreaktoren, Reaktoren mit eingebauter Zerstäuberdüse oder Umlaufreaktoren gearbeitet, wohingegen man für die Gegenstromanordnung in der Regel eine Füllkörperkolonne verwendet, bei der überschüssiges Phosgen zusammen mit gasförmigem Chlorwasserstoff am Kopf der Kolonne austritt und der Chlorameisensäuremethylester im Sumpf angereichert wird.

## Eigenschaften

### Chemische Eigenschaften
Chlorameisensäuremethylester hydrolysiert mit Wasser langsam zu Methanol, Chlorwasserstoff und Kohlendioxid. Mit Wasserdampf verläuft die Hydrolyse heftig unter Zersetzung und Aufschäumen. In Hitze zersetzt sich die Verbindung, wobei Chlorwasserstoff, Phosgen, Chlor und andere giftige Stoffe frei werden können.

### Sicherheitstechnische Kenngrößen
Chlorameisensäuremethylester bildet leicht entzündliche Dampf-Luft-Gemische. Die Verbindung hat einen Flammpunkt bei 10 °C. Der Explosionsbereich liegt zwischen 7,5 Vol.‑% (293 g/m3) als untere Explosionsgrenze (UEG) und 26 Vol.‑% (1020 g/m3) als obere Explosionsgrenze (OEG). Die Grenzspaltweite wurde mit 1,2 mm bestimmt. Es resultiert damit eine Zuordnung in die Explosionsgruppe IIA. Die Zündtemperatur beträgt 475 °C. Der Stoff fällt somit in die Temperaturklasse T1.

## Verwendung
Chlorameisensäuremethylester dient als weit verbreitetes Zwischenprodukt bei der Herstellung von Carbonaten und Carbamaten, Farb- und Arzneistoffen, den Pflanzenschutzmitteln Asulam, Benomyl, Carbendazim, Hexazinon, Phenmedipham, Pyrazosulfuron-ethyl, Thiophanat-methyl, Triflusulfuron-methyl, von zinkorganischen Reagenzien mit Hilfe von elektrochemischen Methoden und als wasserentziehendes Mittel bei der Herstellung von 2-Hydroxybenzonitril.